# Kevin Durant
Kevin Wayne Durant (Washington, 29 september 1988) is een Amerikaanse basketballer die speelt voor de Houston Rockets. Hij speelt op de small-forward positie.

## Carrière

### Jeugd
Kevin Durant begon met basketballen in de Amateur Athletic Union, waar hij uitkwam voor de PG Jaguars. In het seizoen 2005-2006 kwam hij na enkele omzwervingen terecht bij de Montrose Christian School in Rockville, Maryland. Na dit jaar werd hij na Greg Oden gezien als de beste highschool-speler van het moment.
In het jaar daarop, 2006, ging hij naar de NCAA, waar hij uitkwam voor de Universiteit van Texas (Texas Longhorns). Hier ontwikkelde hij zich door tot een van de grootste beloften van het basketbal. Hier behaalde hij in zijn eerste jaar een gemiddelde van 25,8 punten en 11,1 rebounds per wedstrijd. Aan het einde van dit seizoen besloot hij zichzelf te registreren voor de NBA Draft van 2007.

### NBA
In de NBA Draft van 2007 werd hij in de eerste ronde als tweede gekozen door de Seattle SuperSonics, die een jaar later veranderde naar de Oklahoma City Thunder. Hij werd enkel voorafgegaan door Greg Oden. In zijn eerste seizoen werd hij NBA Rookie of the Year en NBA All-Rookie First Team. In 2010 en 2011 werd hij topscorer in de NBA. Op 4 juli 2016 maakte Durant in een open brief bekend dat hij voor de Golden State Warriors ging spelen. Dit nadat hij er nipt van verloor in de 2016 playoffs. Durant werd bij Warriors naast Steph Curry en Klay Thompson een van de sterspelers. Hij werd in zijn eerste seizoen in Oakland voor het eerst in zijn carrière NBA-kampioen met de club. Dit lukte in het seizoen 2017/18 opnieuw. Na beide finales (allebei tegen het Cleveland Cavaliers van LeBron James) kreeg Durant de NBA Finals Most Valuable Player Award toegekend.
Hij werd op 7 juli 2019 geruild naar de Brooklyn Nets samen met een draftpick voor Treveon Graham, Shabazz Napier en D'Angelo Russell. Na het seizoen 2019/20 gemist te hebben met een blessure speelde hij zijn eerste wedstrijd voor de Nets in het seizoen 2020/21 en haalde meteen de play-offs. Ook het volgende seizoen slaagde hij er met de Nets in om de play-offs te behalen maar verloren al in de eerste ronde. Begin februari 2023 werd hij door de Nets geruild samen met T.J. Warren naar de Phoenix Suns voor Cam Johnson, Mikal Bridges, Jae Crowder vier eerste ronde draftpicks en een draftcompensatie.

## Erelijst
- NBA-kampioen: 2017, 2018
- NBA Finals MVP: 2017, 2018
- NBA Most Valuable Player: 2014
- NBA All-Star: 2010, 2011, 2012, 2013, 2014, 2015, 2016, 2017, 2018, 2019, 2021, 2022
- NBA All-Star Game MVP: 2012, 2019
- All-NBA First Team: 2010, 2011, 2012, 2013, 2014, 2018
- All-NBA Second Team: 2016, 2017, 2019, 2022, 2024
- NBA Rookie of the Year: 2008
- NBA All-Rookie First Team: 2008
- 50–40–90 club: 2013
- NBA 75th Anniversary Team
- Wereldkampioenschap: 2010
- Olympische Spelen: 2012, 2016, 2020, 2024
- Nummer 35 teruggetrokken door de Texas Longhorns

## Statistieken

### Reguliere Seizoen
| Seizoen  | Team                  | WG  | WS  | MPW  | 2P%  | 3P%  | FW%  | RPW | APW | SPW | BPW | PPW  |
| -------- | --------------------- | --- | --- | ---- | ---- | ---- | ---- | --- | --- | --- | --- | ---- |
| 2007/08  | Seattle SuperSonics   | 80  | 80  | 34,6 | 43,0 | 28,8 | 87,3 | 4,4 | 2,4 | 1,0 | 0,9 | 20,3 |
| 2008/09  | Oklahoma City Thunder | 74  | 74  | 39,0 | 47,6 | 42,2 | 86,3 | 6,5 | 2,8 | 1,3 | 0,7 | 25,3 |
| 2009/10  | Oklahoma City Thunder | 82  | 82  | 39,5 | 47,6 | 36,5 | 90,0 | 7,6 | 2,8 | 1,4 | 1,0 | 30,1 |
| 2010/11  | Oklahoma City Thunder | 78  | 78  | 38,9 | 46,2 | 35,0 | 88,0 | 6,8 | 2,7 | 1,1 | 1,0 | 27,7 |
| 2011/12  | Oklahoma City Thunder | 66  | 66  | 38,6 | 49,6 | 38,7 | 86,0 | 8,0 | 3,5 | 1,3 | 1,2 | 28,0 |
| 2012/13  | Oklahoma City Thunder | 81  | 81  | 38,5 | 51,0 | 41,6 | 90,5 | 7,9 | 4,6 | 1,4 | 1,3 | 28,1 |
| 2013/14  | Oklahoma City Thunder | 81  | 81  | 38,5 | 50,3 | 39,1 | 87,3 | 7,4 | 5,5 | 1,3 | 0,7 | 32,0 |
| 2014/15  | Oklahoma City Thunder | 27  | 27  | 33,8 | 51,0 | 40,3 | 85,4 | 6,6 | 4,1 | 0,9 | 0,9 | 25,4 |
| 2015/16  | Oklahoma City Thunder | 72  | 72  | 35,8 | 50,5 | 38,8 | 89,8 | 8,2 | 5,0 | 1,0 | 1,2 | 28,2 |
| 2016/17  | Golden State Warriors | 62  | 62  | 33,4 | 53,7 | 37,5 | 87,5 | 8,3 | 4,9 | 1,1 | 1,6 | 25,1 |
| 2017/18  | Golden State Warriors | 68  | 68  | 34,2 | 51,6 | 41,9 | 88,9 | 6,8 | 5,4 | 0,7 | 1,8 | 26,4 |
| 2018/19  | Golden State Warriors | 78  | 78  | 34,6 | 52,1 | 35,3 | 88,5 | 6,4 | 5,9 | 0,7 | 1,1 | 26,0 |
| 2020/21  | Brooklyn Nets         | 35  | 32  | 33,1 | 53,7 | 45,0 | 88,2 | 7,1 | 5,6 | 0,7 | 1,3 | 26,9 |
| 2021/22  | Brooklyn Nets         | 55  | 55  | 37,2 | 51,8 | 38,3 | 91,0 | 7,4 | 6,4 | 0,9 | 0,9 | 29,9 |
| Carrière | Carrière              | 939 | 936 | 36,8 | 49,6 | 38,4 | 88,4 | 7,1 | 4,3 | 1,1 | 1,1 | 27,2 |
| All-Star | All-Star              | 10  | 8   | 26,9 | 53,6 | 34,9 | 89,7 | 6,2 | 3,7 | 1,7 | 0,5 | 25,0 |

### Play-offs
| Seizoen  | Team                  | WG  | WS  | MPW  | 2P%  | 3P%  | FW%  | RPW | APW | SPW | BPW | PPW  |
| -------- | --------------------- | --- | --- | ---- | ---- | ---- | ---- | --- | --- | --- | --- | ---- |
| 2009/10  | Oklahoma City Thunder | 6   | 6   | 38,5 | 35,0 | 28,6 | 87,1 | 7,7 | 2,3 | 0,5 | 1,3 | 25,0 |
| 2010/11  | Oklahoma City Thunder | 17  | 17  | 42,5 | 44,9 | 33,9 | 83,8 | 8,2 | 2,8 | 0,9 | 1,1 | 28,6 |
| 2011/12  | Oklahoma City Thunder | 20  | 20  | 41,9 | 51,7 | 37,3 | 86,4 | 7,4 | 3,7 | 1,5 | 1,2 | 28,5 |
| 2012/13  | Oklahoma City Thunder | 11  | 11  | 44,1 | 45,5 | 31,4 | 83,0 | 9,0 | 6,3 | 1,3 | 1,1 | 30,8 |
| 2013/14  | Oklahoma City Thunder | 19  | 19  | 42,9 | 46,0 | 34,4 | 81,0 | 8,9 | 3,9 | 1,0 | 1,3 | 29,6 |
| 2015/16  | Oklahoma City Thunder | 18  | 18  | 40,3 | 43,0 | 28,2 | 89,0 | 7,1 | 3,3 | 1,0 | 1,0 | 28,4 |
| 2016/17  | Golden State Warriors | 15  | 15  | 35,5 | 55,6 | 44,2 | 89,3 | 8,0 | 4,3 | 0,8 | 1,3 | 28,5 |
| 2017/18  | Golden State Warriors | 21  | 21  | 38,4 | 48,7 | 34,1 | 90,1 | 7,8 | 4,7 | 0,7 | 1,2 | 29,0 |
| 2018/19  | Golden State Warriors | 12  | 12  | 36,8 | 51,4 | 43,8 | 90,3 | 4,9 | 4,5 | 1,1 | 1,0 | 32,3 |
| 2020/21  | Brooklyn Nets         | 12  | 12  | 40,4 | 51,4 | 40,2 | 87,1 | 9,3 | 4,4 | 1,5 | 1,6 | 34,3 |
| 2021/22  | Brooklyn Nets         | 4   | 4   | 44,0 | 38,6 | 33,3 | 89,5 | 5,8 | 6,3 | 1,0 | 0,3 | 26,3 |
| Carrière | Carrière              | 155 | 155 | 40,4 | 47,6 | 35,6 | 86,6 | 7,8 | 4,1 | 1,0 | 1,2 | 29,4 |

4 Jimmy Butler · 
5 Kevin Durant · 
6 DeAndre Jordan · 
7 Kyle Lowry · 
8 Harrison Barnes · 
9 DeMar DeRozan · 
10 Kyrie Irving · 
11 Klay Thompson · 
12 DeMarcus Cousins · 
13 Paul George · 
14 Draymond Green · 
15 Carmelo Anthony · 
Coach Mike Krzyzewski
0 McCaw ·
1 McGee ·
3 West ·
5 Looney ·
9 Iguodala ·
11 Thompson ·
15 Jones ·
20 McAdoo ·
21 Clark ·
22 Barnes ·
23 Green ·
27 Pachulia ·
30 Curry ·
34 Livingston ·
35 Durant ·
Coach Kerr
0 McCaw ·
1 McGee ·
2 Bell ·
3 West ·
4 Cook ·
5 Looney ·
6 Young ·
9 Iguodala ·
11 Thompson ·
15 Jones ·
23 Green ·
25 Boucher ·
27 Pachulia ·
30 Curry ·
34 Livingston ·
35 Durant ·
Coach Kerr